# Cearângu
Cearângu – wieś w Rumunii, w okręgu Mehedinți, w gminie Punghina. W 2011 roku liczyła 186 mieszkańców.